# HMS Porcupine (G93)
Lo HMS Porcupine (pennant number G93) fu un cacciatorpediniere della Royal Navy britannica appartenente alla classe P, entrato in servizio nell'agosto del 1942.
Attivo durante la seconda guerra mondiale, ebbe una vita operativa breve per quanto insolita: mentre partecipava agli eventi dell'operazione Torch nel mar Mediterraneo, il 9 dicembre 1942 il cacciatorpediniere fu gravemente danneggiato da un siluro del sommergibile tedesco U-602 che quasi lo tagliò in due; giudicato come irreparabile, lo scafo fu tranciato in due tronconi usati poi come basi galleggianti nel porto di Portsmouth, venendo demoliti solo nel 1947.

## Storia
Ordinata nell'ottobre 1939 ai cantieri della Vickers-Armstrongs di Newcastle upon Tyne, la nave fu impostata il 26 dicembre 1939 e, nonostante alcuni danni riportati in un bombardamento aereo tedesco sul cantiere, varata il 10 giugno 1941 con il nome di Porcupine ("Porcospino" in lingua inglese), decima unità della Royal Navy a portare questo nome; l'unità entrò poi in servizio il 31 agosto 1942 al comando del comandante George Scott Stewart della Royal Australian Navy.
Assegnata inizialmente alla Home Fleet, la nave fu trasferita alla fine di settembre alla Force H di base a Gibilterra e assegnata alla 3rd Destroyer Flotilla in vista dell'imminente operazione Torch, gli sbarchi delle forze anglo-statunitensi nelle colonie francesi del Nordafrica avviati l'8 novembre 1942: il Porcupine fece da scorta a una formazione di navi da battaglia britanniche dislocata al largo delle coste dell'Algeria per impedire un intervento della flotta italiana contro la testa di ponte degli Alleati, oltre a partecipare ad alcune missioni anti-sommergibili; l'11 novembre, insieme al cacciatorpediniere olandese Hr. Ms. Isaac Sweers e al britannico HMS Albrighton, il Porcupine prestò soccorso alla nave trasporto truppe Nieuw Zeeland silurata e affondata da un sommergibile tedesco davanti Gibilterra, traendo in salvo 238 naufraghi.
L'8 dicembre l'unità fu distaccata insieme ad altri cacciatorpediniere per scortare un piccolo convoglio da Gibilterra ad Algeri. Alle 23:30 del 9 dicembre il sommergibile tedesco U-602 si portò all'attacco della formazione a nord-est di Orano, lanciando tre siluri in direzione della nave appoggio sommergibili HMS Maidstone; due degli ordigni mancarono il bersaglio ma il terzo centrò la fiancata del Porcupine che navigava a fianco della Maidstone: la nave subì gravi danni strutturali e vasti allagamenti, oltre a riportare sette morti e tre feriti tra l'equipaggio. La maggior parte della ciurma del Porcupine fu presa a bordo dal cacciatorpediniere HMS Vanoc, e con a bordo solo il personale indispensabile l'unità fu trainata dalla fregata HMS Exe fino a incagliare sul basso fondale per impedirne l'affondamento. Il giorno seguente un rimorchiatore francese trainò il Porcupine fino al porto di Arzew in Algeria.
Il 28 marzo 1943 la nave raggiunse Orano dopo sommarie sistemazioni: un'analisi più accurata dei danni portò l'unità a essere giudicata come irreparabile, visto che lo squarcio causato dal siluro tedesco minacciava in ogni momento di spezzare completamente in due lo scafo; visto però che, a parte la sezione danneggiata, tutto il resto dello scafo risultava intatto, esso fu privato di tutte le sistemazioni (armamento, sovrastrutture, materiali stivati) e segato in due tronconi che furono poi trainati separatamente da due rimorchiatori prima a Gibilterra e poi a Portsmouth dove giunsero in giugno. Rinominati informalmente come HMS Pork (la parte anteriore) e HMS Pine (la parte posteriore), i due tronconi dell'unità servirono come navi deposito per gli equipaggi dei mezzi da sbarco ancorati nella Stokes Bay di Portsmouth, venendo dismessi dal servizio solo nel marzo 1946. Entrambe le sezioni furono poi avviate alla demolizione nel 1947 (il Pork a Plymouth e il Pine a Southampton).